# Bibio lanigerus
Bibio lanigerus är en tvåvingeart som beskrevs av Christian Rudolph Wilhelm Wiedemann 1818. Bibio lanigerus ingår i släktet Bibio och familjen hårmyggor.
Artens utbredningsområde är Portugal. Arten är reproducerande i Sverige. Inga underarter finns listade i Catalogue of Life.

## Bildgalleri

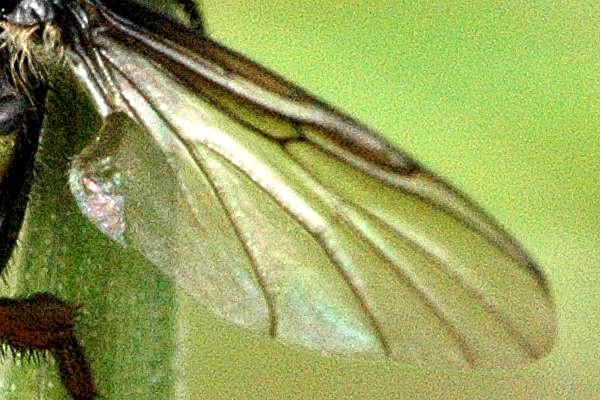